# 1972年夏季奥林匹克运动会泰国代表团
1972年夏季奥林匹克运动会泰国代表团是泰国派出的1972年夏季奥林匹克运动会代表团。